# Aurorita
L'aurorita és un mineral de la classe dels òxids que pertany al grup de la calcofanita. Va ser anomenada així l'any 1967 per Arthur S. Radtke, Charles M. Taylor i Donnel Foster Hewett pel lloc on va ser descoberta, la mina North Aurora (Treasure Hill, Nevada, Estats Units).

## Característiques
L'aurorita és un òxid de manganès, argent i calci, de fórmula química Mn²⁺Mn⁴⁺₃O₇(H₂O)₃. Cristal·litza en el sistema trigonal. La seva duresa a l'escala de Mohs oscil·la entre 2 i 3. Pertany al grup calcofanita de minerals juntament amb la jianshuiïta, la woodruffita i la calcofanita, qui dona nom al grup.
Segons la classificació de Nickel-Strunz, l'aurorita pertany a «04.FL: Hidròxids (sense V o U), amb H₂O+-(OH); làmines d'octaedres que comparetixen angles» juntament amb els següents minerals: trebeurdenita, woodallita, iowaita, jamborita, meixnerita, muskoxita, fougerita, hidrocalumita, kuzelita, calcofanita, ernienickelita, jianshuiïta, woodruffita, asbolana, buserita, rancieïta, takanelita, birnessita, cianciul·liïta, jensenita, leisingita, akdalaïta, cafetita, mourita i deloryita.

## Formació i jaciments
Es troba en filons, farcint microfractures en calcita mangànica. Sol trobar-se associada a altres minerals com: calcita, todorokita, criptomelana, pirolusita, clorargirita, plata i quars. La seva localitat tipus és la mina North Aurora (Treasure Hill, Nevada, Estats Units), però també se n'ha trobat en altres estats dels Estats Units com Nova Jersey i Arizona, així com a diversos indrets d'Austràlia, Àustria, República Popular de la Xina, Japó i Grècia.